# Šime Vrsaljko
Šime Vrsaljko (Zadar, Croàcia, 10 de gener de 1992) és un futbolista croat que juga com a lateral dret. Ha estat internacional amb l'equip nacional de Croàcia.

## Palmarès
GNK Dinamo Zagreb
- 4 Lligues croates: 2009-10, 2010-11, 2011-12, 2012-13.
- 2 Copes croates: 2010-11, 2011-12.
- 2 Supercopes croates: 2010, 2013.

Atlético de Madrid
- 1 Lliga Europa de la UEFA: 2017-18.
- 1 Supercopa d'Europa: 2018.
- 1 Lliga espanyola: 2020-21